# Wasserzeichen-Informationssystem
Das Wasserzeichen-Informationssystem (WZIS) ist eine im Internet frei zugängliche Datenbank, in die einzelne Wasserzeichenbelege aus verschiedenen Sammlungen als digitale Abbildungen zusammen mit ihren Metadaten nach festgelegten Richtlinien dezentral eingegeben und in eine verbindliche hierarchische Klassifikation eingefügt werden. Das Informationssystem hat sich zu einem wesentlichen Arbeitsinstrument für Forschungsvorhaben und Erschließungsprojekte im Bereich der Kodikologie, der Inkunabelforschung und Buchwissenschaft, der Musikwissenschaft, der Kunstgeschichte, der Archivkunde und der Editionswissenschaft entwickelt.

## Entstehung
Das WZIS ist in zwei aufeinander folgenden, von der Deutschen Forschungsgemeinschaft (DFG) finanzierten Projektphasen entstanden. In einer ersten Projektphase sollte ab Februar 2010 innerhalb von zwei Jahren ein „Wasserzeichen-Informationssystem Deutschland (WZIS-D)“ für die DFG-Handschriftenzentren entwickelt werden. Die Planung des Projekts hatte die Württembergische Landesbibliothek gemeinsam mit dem Landesarchiv Baden-Württemberg übernommen. Das Projektkonsortium bestand aus den Handschriftenzentren der Württembergischen Landesbibliothek, der Universitätsbibliothek Leipzig und der Bayerischen Staatsbibliothek sowie dem Landesarchiv Baden-Württemberg.
Bei den Projektzielen grenzte man sich deutlich gegen das EU-Projekt Bernstein ab, in das man selbst die Datenbank Piccard-Online eingebracht hatte: „Im Gegensatz zum Bernstein-Portal, das vor allem eine Metasuche für die On-the-Fly-Abfrage dezentral gehosteter Datenbanken bietet und aufgrund der äußerst inhomogenen Datenbasis lediglich eingeschränkte Funktionalitäten bereitstellen kann, wird das geplante Wasserzeichen-Informationssystem sämtliche Daten in einer zentralen Datenbank bereithalten, was gegenüber der Abfrage in verteilten Datenpools auch schnellere Antwortzeiten ermöglicht.“ Dank der Zuarbeit durch die Kommission für Schrift- und Buchwesen des Mittelalters der Österreichischen Akademie der Wissenschaften und des russischen Informatikers Victor Karnaukhov entstand ein qualifiziertes Erfassungstool.
In der zweiten Projektphase kamen von April 2012 bis 2014 als weitere Projektpartner die Deutsche Nationalbibliothek mit der Wasserzeichensammlung des Deutschen Buch- und Schriftmuseums in Leipzig und die Staatsbibliothek zu Berlin mit ihrer Handschriftenabteilung und ihrer Musikabteilung hinzu, die ein eigenes DFG-Projekt zur Erschließung von Musikautographen betrieb. Ergebnisse dieser Projektphase wurden bei Tagungen in Berlin und in Stuttgart vorgestellt:
- Wissenschaftliches Kolloquium „Schreiber- und Wasserzeichenforschung im Digitalen Zeitalter: zwischen wissenschaftlicher Spezialdisziplin und Catalog Enrichment“, 6. bis 8. Oktober 2014 an der Staatsbibliothek zu Berlin[4][5][6]
- Internationale Tagung „Das Wasserzeichen-Informationssystem (WZIS). Bilanz und Prespektiven“, 17. und 18. September 2015 am Hauptstaatsarchiv Stuttgart.[7]

## Funktionalität
Das WZIS basierte in seiner Grundlegung wesentlich auf den Erfahrungen, die an der Österreichischen Akademie der Wissenschaften (ÖAW) gewonnen wurden, wo seit 1999 unter der Leitung von Alois Haidinger die Sammlung WZMA – Wasserzeichen des Mittelalters online zugänglich gemacht worden war, und auf der digitalen Umsetzung der Wasserzeichensammlung Piccard im Hauptstaatsarchiv Stuttgart, die mit ca. 92.000 Belegen als „Piccard Online“ (PO) internationale Beachtung gefunden hatte. Damit war in etwa der Zeitraum umrissen, den Charles-Moïse Briquet 1907 in seinem vierbändigen Standardwerk Les Filigranes. Dictionnaire historique des marques du papier dès leur apparition vers 1282 jusqu'en 1600 mit 16.112 Wasserzeichenbelegen erfasst hatte.
Durch die neuen Projektpartner und deren Sammlungen bzw. Erschließungsanliegen kamen in der zweiten Phase des WZIS neue Herausforderungen hinzu. Seit dem 17. Jahrhundert erlangten neben den Hauptzeichen die Gegenmarken größere Bedeutung, dreiteilige Wasserzeichen und Eckwasserzeichen kamen hinzu, die Zeichen selbst wurden komplexer und wurden oft durch Ziffern und Buchstaben ergänzt. Gleichzeitig muss die Vielfalt des filigranologischen Bildmaterials bewältigt werden. Neben Durchzeichnungen und Abreibungen sind Betaradiographie, Thermographie und spezielle Formen der digitalen Fotografie getreten. Das für das WZIS geschaffene „Wasserzeichen-Studio“ erlaubt sowohl die Verwaltung mehrerer Bildbelege zu einem Wasserzeichen, als auch das Zusammenfügen mehrerer Bildfragmente zu einem Beleg. Zudem ist die logische Zuordnung der getrennt erfassten Hauptzeichen und Gegenmarken möglich. Die Applikation funktioniert jedoch ausschließlich als Frontend des auf dem WZIS-Server laufenden Backends und kann nicht separat genutzt werden.
Gleichzeitig muss sich das hierarchisch gegliederte Klassifikationsmodell, ausgehend von zwölf Hauptgruppen auf einer Erschließungstiefe von bis zu zehn Motivebenen, den historischen Gegebenheiten anpassen. Die nach 1600 stark anwachsende Zahl der erzeugenden Papiermühlen und die zunehmende Komplexität der Wasserzeichenmotive stellt die Administratoren des WZIS kontinuierlich vor die Herausforderung, in Bezug auf den Erschließungsbedarf der belegerfassenden Einrichtungen die erforderlichen Abstimmungen vorzunehmen. Die damit in Verbindung stehenden Aspekte für Erfassung und Information Retrieval sind im Rahmen einer Masterarbeit der Bibliotheks- und Informationswissenschaft von Wolfgang Eckhardt gründlich analysiert worden.
Im April 2017 wurde der Umfang des WZIS mit mehr als 135.000 Wasserzeichenbelegen angegeben. Im Juni 2025 ordnete das Expertensystem „Bernstein – the memory of paper“ in seinem Katalog der mit 45,0 Prozent der Gesamtdatenmenge größten Datenquelle im Gesamtdatenpool 146.429 Wasserzeichenbelege zu.